# Калитин, Анатолий Михайлович
Анатолий Михайлович Кали́тин (1933—2013) — заслуженный работник народного хозяйства Карельской АССР (1984), Герой Социалистического Труда (1974).

## Биография
В годы Великой Отечественной войны семья была эвакуирована в г. Новая Ляля Свердловской области, учился в школе.
В 1947 году семья вернулась в Карелию, в город Сегежа. Работал в Сегежском леспромхозе приёмщиком леса, слесарем, токарем.
После окончания ремесленного училища в 1950 году, где учился на бумажника, направлен рабочим на Сегежский целлюлозно-бумажный комбинат.
С 1957 года, после службы в армии, работал бригадиром сеточников бумагоделательной машины Сегежского ЦБК. С 1962 года — член КПСС.
Участвовал в пуске в эксплуатацию и в освоении новых бумагоделательных машин на комбинате.
Заочно окончил Соколский целлюлозно-бумажный техникум в 1975 году.
Избирался депутатом Верховного совета РСФСР 9 созыва (1978).
Почётный гражданин города Сегежи (1998).